# Mateusz Sawrymowicz
Mateusz Sawrymowicz (Lublino, 22 aprile 1987) è un ex nuotatore polacco.
Specializzato nelle gare lunghe di stile libero, ha vinto la medaglia d'oro ai Mondiali di nuoto 2007 di Melbourne nei 1500 m sl, gara nella quale ha anche stabilito il nuovo primato europeo in 14'45"94.

## Palmarès
- Mondiali

Melbourne 2007: oro nei 1500m sl.
- Mondiali in vasca corta

Manchester 2008: bronzo nei 1500m sl.
Istanbul 2012: bronzo nei 1500m sl.
- Europei

Eindhoven 2008: bronzo nei 1500m sl.
- Europei in vasca corta

Trieste 2005: bronzo nei 1500m sl.
Helsinki 2006: argento nei 1500m sl.
Debrecen 2007: oro nei 1500m sl.
Stettino 2011: oro nei 1500m sl.
- Europei giovanili

Budapest 2005: oro nei 400m sl e nei 1500m sl.

## Riconoscimenti
- European Swimmer of the Year: 2007